# 永六輔の土曜ワイドラジオTokyo
『永六輔の土曜ワイドラジオTokyo』（えいろくすけのどようワイドラジオトーキョー）は、1970年5月16日から1975年3月29日までTBSラジオで放送されていたワイド番組。

## 概要
TBSラジオ土曜の生ワイド『土曜ワイドラジオTOKYO』シリーズの第1弾である。
パーソナリティは深夜番組の『パック・イン・ミュージック』および10分番組の『永六輔の誰かとどこかで』に出演していた永六輔、アシスタントは当時TBSアナウンサーで現在フリーアナウンサーの遠藤泰子のコンビである。
- 第1回は赤坂のTBS旧社屋（現在の赤坂サカス付近）に自動車の形をしたとされる番組開始のアドバルーンを掲げ、桝井論平が東急プラザホテル2階から赤坂付近の様子をレポートして、タイトルコールをしたところから始まった。ヘリコプターに乗ってのレポートは、木村という人物である。
- その後、スタジオの永が「地上では叫んでるアナウンサーはいますし、木村さんは上空を飛び回っています。レギュラーは桝井論平さん、毒蝮三太夫さん、中村メイコさん、小沢昭一さん、遠藤泰子さん、永六輔、そして美濃部亮吉東京都知事が東京のあちこちに待ち構えております。東京で生活するうえで、一番大事な情報をどんどんお届けしますし、また東京で暮らしてる皆さんの知りたい情報を電話でお寄せください。それらを精一杯お届けすることだけを番組の姿勢にしたいと思いますので、5時半までごゆっくりお楽しみください」と挨拶した。
- 桝井から交代した久米宏による番組冒頭では、団地である1棟を選び、その中で何世帯が聴いているのかを調べる聴取率調査、正午の時報後には毒蝮三太夫による交差点で赤信号で停車した自動車のうち何台が聴いているのかを調べる聴取率調査が行われた。後には、2回とも同じ団地から久米による聴取率調査となった。毒蝮が担当した文化放送前（当時は東京都新宿区若葉に所在）での聴取率調査では、番組を聴いていた自動車が1台もなく、「聴取率0%」を記録したこともあった。
- 久米は毎回サービスエリアの関東各地から突撃取材してレポートする「久米宏のなんでも中継!!」というコーナーも担当している。また小島一慶も「やじうま一慶」というほぼ同様の突撃取材企画を担当したことがある。
- ごくまれに、プロ野球デーゲーム中継や、高校野球中継（春はMBSラジオ、夏はABCラジオからのネット）をフロート番組の形で特集したこともある。
- テーマ音楽は「アメリカンメロディ」ジョン・スコットオーケストラを使用した。
- 永の「芸能座」参加（半年にわたる巡業）のために降板[1]。三國一朗に後任を託した。ただし『永六輔の誰かとどこかで』は、その後も1981年1月末までは土曜日も生放送されていたため、このコーナーに限っては後継の「土曜ワイド」でも続投した格好になっていた。

なお、番組終了から45年後の2020年3月22日・29日未明の『ラジオアーカイブ』において、最終回の模様を約1時間×2回分に編集した上で再放送が行われた。

## サブタイトル[要説明]
1972年4月22日に放送時間を拡大して、9:15 - 11:15、12:00 - 16:30の2部構成となった際に、サブタイトルが付けられた。
- 『こんにちは永六輔です』（第1部 1974年4月6日まで）
- 『おはようからこんにちは』（第1部 1974年4月13日より）
- 『人間ばんざい』（第2部）

## 放送時間
いずれも日本標準時。
- 土曜 13:30 - 17:30 （1970年5月16日 - 1970年10月3日）
- 土曜 13:00 - 17:00 （1970年10月10日 - 1971年5月8日）
- 土曜 12:00 - 16:30 （1971年5月15日 - 1972年4月15日）
- 土曜 09:15 - 11:15、12:00 - 16:30 （2部構成、1972年4月22日 - 1973年10月13日）
- 土曜 09:05 - 11:15、12:00 - 17:00 （2部構成、1973年10月20日 - 1974年4月6日）
- 土曜 09:05 - 17:00 （1974年4月13日 - 1975年3月29日）

## 出演者
- 永六輔
- 遠藤泰子
- 桝井論平
- 久米宏
- 小島一慶
- 毒蝮三太夫
- 中村メイコ
- 黒柳徹子
- 小沢昭一
- 美濃部亮吉
- 楽衛　らくまもる　 - ニュースキャスター

## コーナー
- 今週の特集コーナー
- 秋山ちえ子の談話室
- 東食ミュージックプレゼント
- 永六輔の誰かとどこかで
- なんでも中継!!
- QUIZ:東京の街ここはどこでしょう
- ジャスト3時カルピスデート
- ラブリーミュージック
- 蝮のおつかれさん
- テレフォンギャグ ドンドンバンバン
- こんにちはスバルです
- きょうのまとめとフラッシュインタビュー
- 朝の句会
- おめでとう結婚記念日
- 街で見かけた有名人

## 番組テーマ曲
- アメリカン・メロディ（ジョン・スコットオーケストラ）-The John Scott Orchestra/Sounds Of Silence（1969）- Polydor  – 222 005  (Rights Society): GEMA LP, Album A-02. 「American Melody」Stereo Musicale .Printed in Germany.Made in Germany
- Zorba The Greek（Herb Alpert & The Tijuana Brass）：ドンドンバンバンの電話受付中のBGMとして使用